# Matthias Christian Rehrl
Matthias Christian Rehrl (* 18. Mai 1965 in Salzburg) ist ein deutsch-österreichischer Schauspieler und Synchronsprecher.

## Leben und berufliche Stationen
Matthias Christian Rehrl wurde am 18. Mai 1965 in Salzburg geboren, aufgewachsen ist er jedoch unter anderem in der oberbayerischen Kreisstadt Bad Reichenhall. Rehrls Karriere als Schauspieler begann an verschiedenen Bühnen, unter anderem im Volkstheater (Wien), im Landestheater Linz und am Staatstheater Karlsruhe.
Seit 2009 unterrichtet Rehrl Schauspielunterricht an der Neuen Münchner Schauspielschule.
Rehrl lebt in München. Sein Sohn Julian Rehrl ist ebenfalls Schauspieler.

## Filmografie (Auswahl)
- 2008: Lindenstraße (Folge Anschlag als Gerichtsvollzieher Dammer)
- 2009: Ein geheimnisvoller Sommer (Als Kastanienwirt)
- 2008–2014: Die Rosenheim-Cops (diverse Rollen als Lukas Kirsch, Marco Seitz und Bernhard Ohlmüller)
- 2011–2014: SOKO Kitzbühel (diverse Rollen, als Bauer beziehungsweise Jäger)
- 2010: Forsthaus Falkenau (Als Polizist)
- 2010: Der Alte – Folge 352: Rettungslos
- 2012: Die Garmisch-Cops (Folge Happy End mit Leiche als Georg Abt)
- 2014: Weißblaue Geschichten (Folge Liebe geht durch den Magen als Florian Zirngiebl)
- 2018: Die Rosenheim-Cops (Folge Die Spur des Geldes)